# Cime del Massiccio della Meta
Cime del Massiccio della Meta este o arie protejată (arie specială de conservare — SAC, sit de importanță comunitară — SCI) din Italia întinsă pe o suprafață de 2.541 ha, integral pe uscat.

## Localizare
Centrul sitului Cime del Massiccio della Meta este situat la coordonatele 41°39′06″N 13°57′43″E / 41.651667°N 13.961944°E.

## Înființare
Situl Cime del Massiccio della Meta a fost declarat sit de importanță comunitară în iunie 1995 pentru a proteja 10 specii de animale. Situl a fost protejat și ca arie specială de conservare în august 2017.

## Biodiversitate
Situată în ecoregiunea alpină, aria protejată conține 5 habitate naturale: Pajiști alpine și subalpine calcaroase, Lande oro-mediteraneene cu formațiuni endemice de grozamă, Formațiuni ierboase bogate în specii de Nardus, dezvoltate pe substraturi silicioase în zone montane (și în zone submontane, în Europa continentală), Pajiști carstice calcaroase sau bazofile, de Alysso-Sedion albi, Grohotișuri termofile și vest-mediteraneene.
La baza desemnării sitului se află mai multe specii protejate:
- păsări (4): potârnichea de stâncă (Alectoris graeca graeca), fâsă-de-câmp (Anthus campestris), acvilă de munte (Aquila chrysaetos), Pyrrhocorax pyrrhocorax
- amfibieni (1): Bombina pachypus
- mamifere (3): lupul (Canis lupus), Rupicapra pyrenaica ornata, urs brun (Ursus arctos)
- nevertebrate (1): Rosalia alpina
- reptile (1): Vipera ursinii

Pe lângă speciile protejate, pe teritoriul sitului au mai fost identificate 24 de specii de plante, 2 specii de mamifere.